# Malý Chingan

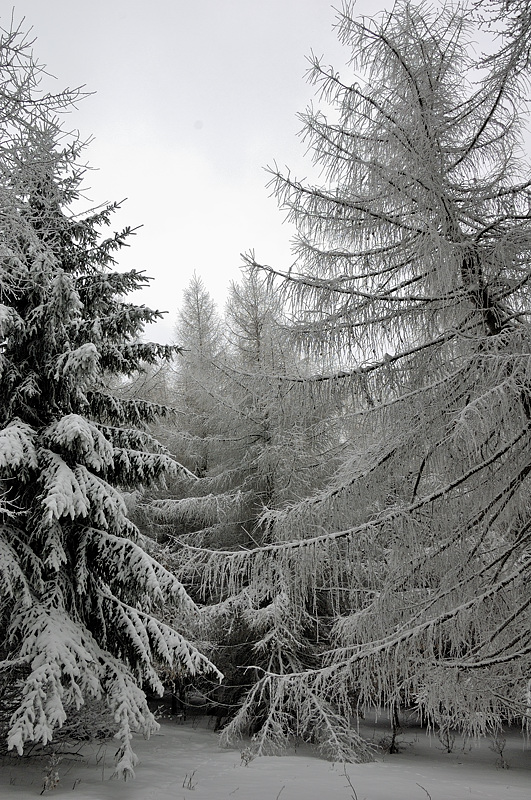
Pohoří Malý Chingan na ruské straně řeky Amur

Malý Chingan (čínsky pchin-jinem Xiǎo Xīng'ān Lǐng, znaky 小兴安岭; rusky Малый Хинган, Malyj Chingan) je horské pásmo v severovýchodní části čínské provincie Chej-lung-ťiang a v sousední ruské Amurské oblasti a Židovské autonomní oblasti. Nachází se mezi 46°28′ – 49°21′ severní šířky a 127°42′ – 130°14 východní délky. Nejvyšší horou je Pching-ting-šan (平顶山, 1429 m n. m.).
Pohoří tvoří spolu s řekou Amur (Chej-lung-ťiang) část přírodní severní hranice Čínské lidové republiky. Řeka Amur pohoří fakticky protíná na dvě části. Pásmo směřuje v severozápadně-jihovýchodním směru. Tvoří předěl mezi údolím řeky Amur a údolím řeky Non.
Průměrná roční teplota je -1 až 1 °C, nejchladnější je leden -20 až -25 °C, nejteplejší červenec mezi 20 a 21 °C. Roční úhrn srážek je 550 až 670 mm, vzhledem k monzunovému charakteru podnebí je většina srážek koncentrována do letních měsíců.
Jedná se o jedno z mála hustě zalesněných pohoří Číny, které je porostlé sibiřskou tajgou.